# Ferrovia La Roche-sur-Foron - Saint-Gervais
La ferrovia La Roche-sur-Foron - Saint-Gervais è una linea ferroviaria SNCF dell'Alta Savoia, in Francia, a semplice binario e a scartamento normale.
Si dirama a La Roche-sur-Foron, sulla ferrovia Aix-les-Bains - Annemasse e raggiunge la stazione di Saint-Gervais-les-Bains-Le Fayet; è elettrificata a corrente alternata monofase a 25 kV, 50 Hz.

## Storia
La linea venne costruita dalla Compagnia Paris-Lyon-Méditerranée e messa in servizio, il 1º giugno 1890 da La Roche-sur-Foron a Cluses. Per l'attivazione del tratto successivo fino a Saint-Gervais-Le Fayet si dovette attendere il 5 giugno del 1898. L'esercizio venne svolto con locomotive a vapore e successivamente con automotrici fino all'elettrificazione.
La stessa società ferroviaria PLM presentò, nel 1890, un progetto di prolungamento della ferrovia per raggiungere la rinomata località turistica di Chamonix ai piedi del Monte Bianco che si concretizzò però con la costruzione e l'esercizio di una ferrovia a scartamento metrico da Saint Gervais a partire dal 25 luglio 1901. Nel 1906 il tracciato veniva prolungato fino a Vallorcine e successivamente fino alla frontiera Svizzera. Il 20 agosto 1906 veniva inaugurata la tratta svizzera, di 18 km, gestita dalla Società del Monte Bianco realizzando il collegamento con la stazione di Martigny sulla linea principale Losanna-Briga.
La linea fu oggetto del primo esperimento francese di alimentazione elettrica a 25.000 volt, corrente alternata monofase a frequenza industriale.

## L'infrastruttura
La ferrovia è a binario unico con pendenze del 20 ‰. Il raggio di curvatura minimo è di 300 m nella zona di Balme-Arâches chi permette una velocità massima non superiore a 80 km/h. Il rimanente della linea ha raggi di curvatura dell'ordine dei 500 m con velocità massime a seconda della tratta fino a 100 e 130 km/h.
Il distanziamento dei treni avviene per mezzo di un sistema di blocco elettrico manuale; la sicurezza è garantita da un controllo di velocità del tipo KVB a mezzo di balise. La marcia dei treni è seguita per mezzo di un collegamento radio terra-treno senza trasmissione di dati.

## Percorso

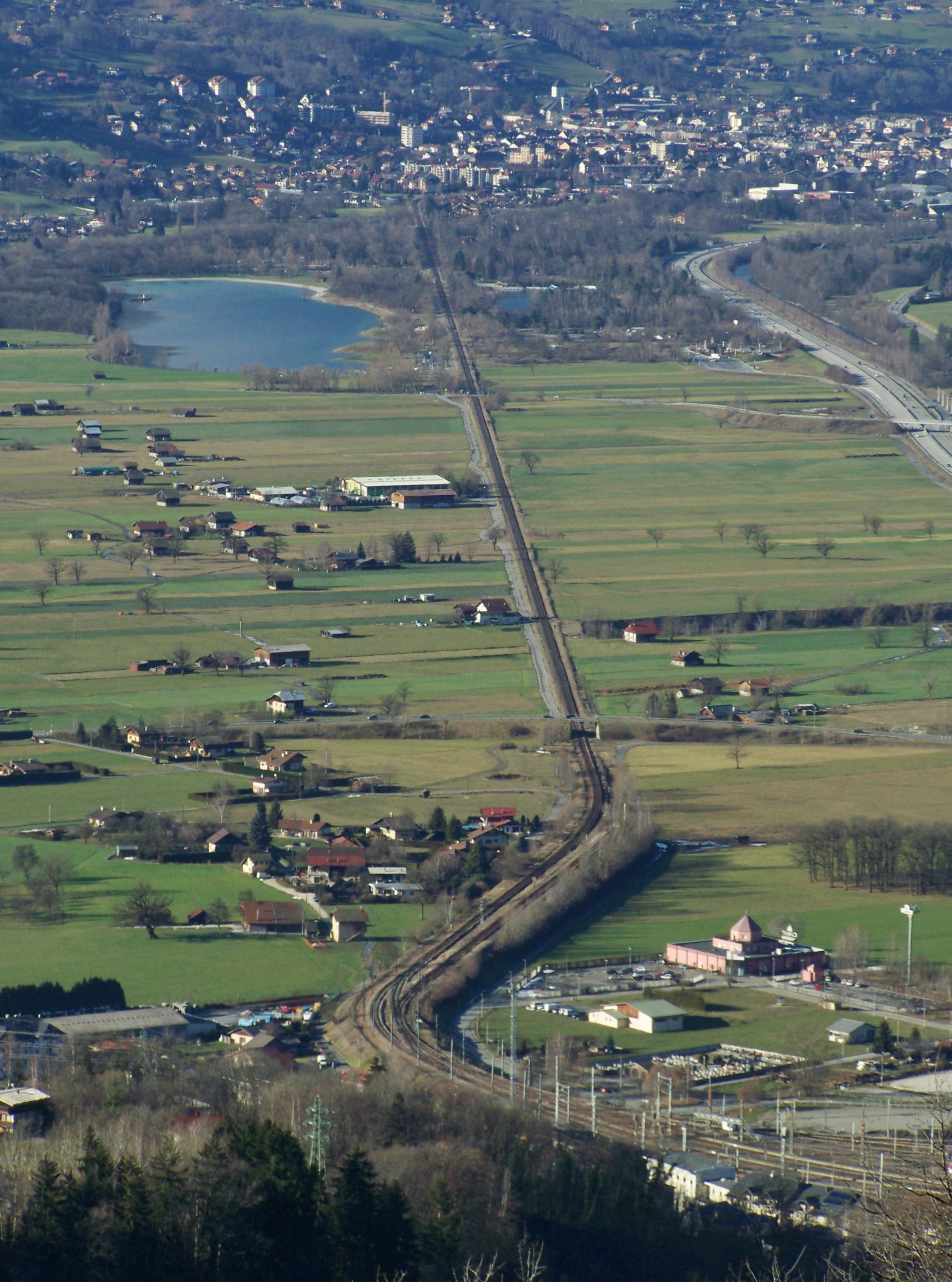
Vista della linea dalle alture di Saint-Gervais-les-Bains, tra Saint-Gervais Le Fayet e Sallanches

| Continuation backward |

| Station on track |

| Unknown route-map component "hKRZWae" |

| Unknown route-map component "CONTgq" | Unknown route-map component "ABZgr" |  |

| Unknown route-map component "hSTRae" |

| Stop on track |

| Unknown route-map component "hKRZWae" |

| Underbridge |

| Unknown route-map component "hKRZWae" |

| Station on track |

| Unknown route-map component "hKRZWae" |

| Stop on track |

| Unknown route-map component "eHST" |

| Station on track |

| Enter and exit short tunnel |

| Unknown route-map component "eHST" |

| Stop on track |

| Unknown route-map component "eHST" |

| Unknown route-map component "hKRZWae" |

| Station on track |

| Stop on track |

|  |  | End station | Head station | Head station |

|  |  |  | Unknown route-map component "CONTl+g" | Unknown route-map component "CONTl+g" |